# 17

## Úmrtí
- Publius Ovidius Naso – římský básník (* 43 př. n. l.)
- Titus Livius – římský historik (* 59 př. n. l.)
- Gaius Iulius Hyginus – římský polyhistor a gramatik (* okolo 64 př. n. l.)

## Hlava státu
- Římská říše – Tiberius (14–37)
- Parthská říše – Artabanos II. (10/11–38)
- Kušánská říše – Heraios (1–30)
- Čína, dynastie Chan (206 př. n. l. – 220 n. l.) – Wang Mang (8–23)
- Markomani – Marobud (?–37)